# Конгрив, Уильям, 2-й баронет
Сэр Уильям Конгрив, 2-й баронет (Конгрив-младший; Конгрейв; Конгрев; англ. Sir William Congreve, 2nd Baronet; 20 мая 1772, графство Кент — 16 мая 1828, г. Тулуза, Франция) — английский изобретатель и пионер ракетного оружия, известен как изобретатель ракет Конгрива.

## Происхождение и образование
Сын Уильяма Конгрива-старшего (1742—1814), генерал-лейтенанта, директора Военной лаборатории Королевского Арсенала в Вулидже, эксперта в области производства пороха.
Уильям Конгрив-младший сперва учился в школе Singlewell, а затем изучал юриспруденцию в Тринити-колледже Кембриджского университета.

## Ракеты Конгрива

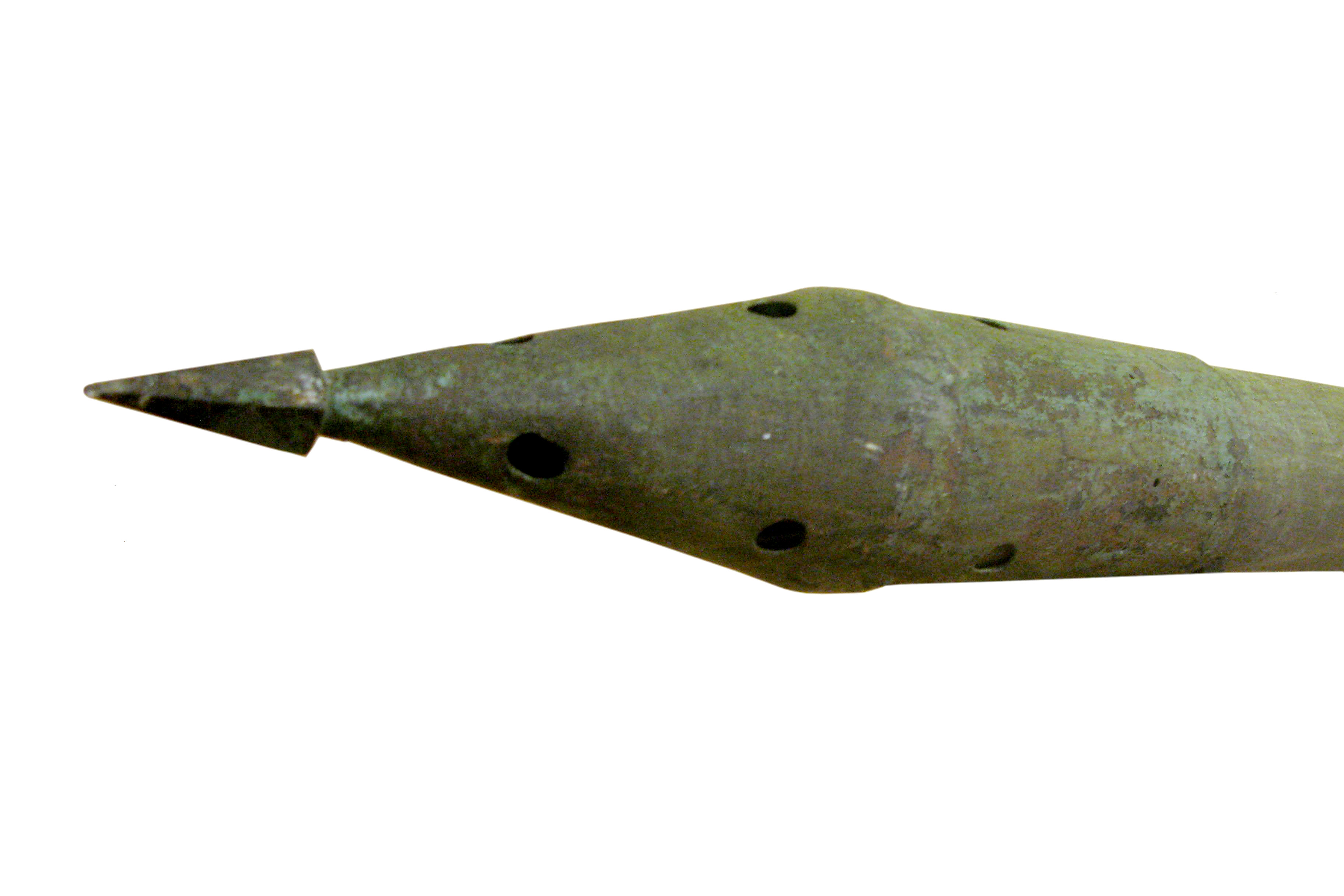
Наконечник ракеты Конгрива в экспозиции Парижского Военно-морского музея

Первоначальным прототипом ракет Конгрива послужили Майсурские ракеты, использованные индийцами против британцев во время британского завоевания Майсура. В дальнейшем, над усовершенствованием майсурских ракет работал не только Конгрив, но и ирландский националист Роберт Эммет, который планировал использовать их для нужд антибританского восстания. Сторонники Эммета, утверждают, что Конгрив позаимствовал у него многие идеи, касавшиеся конструкции ракет; самим Конгривом это отрицалось.
Впервые Конгрив публично продемонстрировал ракеты своей конструкции в  Королевском Арсенале в Вулидже в 1805 году. Первая попытка боевого применения ракет с кораблей была предпринята в том же году: их хотели использовать во время запланированной атаки британского флота на французский город Булонь, однако сильный шторм помешал этим планам. 8 ноября 1806 года английский флот всё таки обстрелял ракетами Булонь с моря. Новинка зарекомендовала  себя хорошо: город серьёзно пострадал от пожаров, вызванных ракетами.
В 1809 году британский парламент уполномочил Конгрива сформировать две ракетные батареи для британской армии. Одной из них Конгрив командовал в Битве народов под Лейпцигом в 1813 году. Поскольку батарея ракет Конгрива, в составе приблизительно ста человек,  была единственным британским подразделением, присланным для участия в генеральном сражении с Наполеоном и для поддержки союзной русско-прусско-австрийско-шведской армии (численность на поле Лейпцигского сражения: свыше 300 тысяч человек, более 1400 орудий), данное подразделение закономерно вызвало раздражение и многочисленные насмешки со стороны союзников, что надолго отодвинуло осознание ценности боевого применения ракет.
Ракеты Конгрива использовались и в ряде других сражений Наполеоновских войн, а также в Англо-американской войне 1812 года. Строка о «красном зареве ракет» американского поэта Фрэнсиса Скотта Ки, вошедшая в гимн США, описывает их применение британцами в 1814 году во время боевых действий у форта Мак-Генри.
Ракеты системы Конгрива стояли на вооружении британской армии до 1850-х годов, а в несколько модифицированном виде использовались и позже.

## Дальнейшая жизнь
С 1814 года и до самой смерти Конгрив занимал пост инспектора Королевской лаборатории в Вулвиче, который до этого многие годы занимал его отец, Уильям Конгрив-старший. Конгрив не был возведён в баронеты, а унаследовал этот титул от отца, который получил его за заслуги в пороховом производстве.

## Публикации
В 1807 году Конгрив опубликовал Краткий отчет о происхождении и прогрессе реактивных систем (A Concise Account of the Origin and Progress of the Rocket System). В 1814 году вышла его работа Подробная информация о ракетной системе (The details of the rocket system). В 1827 году в Лондоне опубликована Ракетная система Конгрива (The Congreve Rocket System). Другие его публикации:
- 1812 год — Элементарный трактат по установке морской артиллерии (An Elementary Treatise on the Mounting of Naval Ordnance);
- 1815 год — Описание гидропневматического замка (A Description of the Hydropneumatical Lock);
- 1819 год — Новый принцип парового двигателя (A New Principle of Steam-Engine);
- 1819 год — Возобновление платежей (Resumption of Cash Payments);
- 1819 год — Система валют (Systems of Currency).

## Память
В 1970 г. Международный астрономический союз присвоил имя Уильяма Конгрива кратеру на обратной стороне Луны.